# Avraga
Avraga ('stor'), eller Aurag, var centralpunkt för mongolväldet under 1200-talet. Avraga var basläger och högkvarter för Djingis khan och hans efterträdare  Ögödei fram till att huvudstaden flyttades till Karakorum 1235. Avraga ligger norr om Cherlenfloden i dagens Chentijprovins i Mongoliet. I Avraga hölls i augusti 1228 det historiskt viktiga kurultai för att bekräfta tillsättandet av Ögödei som efterträdare till Djingis khan.
På 1960-talet inleddes utgrävningar av Avraga, och 1992, som en del i "Treflodsprojektet", undersöktes området av japanska arkeologer med markpenetrerande radar. Den arkeologiska lokalen är ungefär 1200 x 500 meter och innehåller ruiner av vägar, murar, byggnader och plattformar som sannolikt var Djingis khans och  Ögödeis palatstält. Mätningar med kol-14-metoden daterar fynden från Avraga till Djingis khans livstid, och tiden just därefter.
Avraga övergavs efter flytten till Karakorum, men fynd indikerar att platsen blev en religiös plats för dyrkan av de mongoliska khanenran.